# Saison 2012-2013 des Warriors de Golden State
La saison 2012-2013 des Warriors de Golden State est la 67e saison de la franchise au sein de la National Basketball Association (NBA) et la 51e saison dans la ville de San Francisco.

## Draft
| Tour | Choix | Joueur          | Poste | Nationalité        | Provenance                       |
| ---- | ----- | --------------- | ----- | ------------------ | -------------------------------- |
| 1    | 7     | Harrison Barnes | M     | États-Unis         | Tar Heels de la Caroline du Nord |
| 1    | 30    | Festus Ezeli    | P     | Nigeria            | Commodores de Vanderbilt         |
| 2    | 35    | Draymond Green  | AF    | États-Unis         | Spartans de Michigan State       |
| 2    | 52    | Ognjen Kuzmić   | P     | Bosnie-Herzégovine | Clinicas Rincón Axarquía         |

## Matchs

### Summer League
| Las Vegas Summer League Total: 5-0 |

| Match | Date match | Équipe    | Score   | Meilleur marqueur    | Meilleur rebondeur | Meilleur passeur | Lieux Spectateurs | Série |
| ----- | ---------- | --------- | ------- | -------------------- | ------------------ | ---------------- | ----------------- | ----- |
| 1     | 13 juillet | Lakers    | V 90-50 | Klay Thompson (24)   | -                  | -                | Cox Pavilion      | 1 - 0 |
| 2     | 14 juillet | Denver    | V 95-74 | Charles Jenkins (24) | -                  | -                | Cox Pavilion      | 2 - 0 |
| 3     | 18 juillet | Miami     | V 65-62 | Charles Jenkins (17) | -                  | -                | Cox Pavilion      | 3 - 0 |
| 4     | 20 juillet | Chicago   | V 66-57 | Harrison Barnes (20) | -                  | -                | Cox Pavilion      | 4 - 0 |
| 5     | 21 juillet | Charlotte | V 80-72 | -                    | -                  | -                | Cox Pavilion      | 5 - 0 |

### Pré-saison
| Pré-saison Total: 6-2 (Domicile : 3-0; Extérieur : 3-2) |

| Match | Date match | Équipe        | Score     | Meilleur marqueur  | Meilleur rebondeur  | Meilleur passeur    | Lieux Spectateurs             | Série |
| ----- | ---------- | ------------- | --------- | ------------------ | ------------------- | ------------------- | ----------------------------- | ----- |
| 1     | 7 octobre  | Lakers        | V 110-83  | David Lee (19)     | David Lee (7)       | Charles Jenkins (7) | Save Mart Center 12 015       | 1 - 0 |
| 2     | 8 octobre  | Utah          | V 83-80   | David Lee (19)     | David Lee (14)      | Stephen Curry (6)   | Oracle Arena 14 571           | 2 - 0 |
| 3     | 11 octobre | Maccabi Haifa | V 108-100 | Carl Landry (24)   | Ezeli, Landry (8)   | Stephen Curry (10)  | Oracle Arena 8 237            | 3 - 0 |
| 4     | 15 octobre | Denver        | D 98-104  | Stephen Curry (25) | Klay Thompson (6)   | Jarrett Jack (5)    | Pepsi Center 11 621           | 3 - 1 |
| 5     | 17 octobre | Sacramento    | V 98-88   | Stephen Curry (19) | David Lee (14)      | Jarrett Jack (8)    | Power Balance Pavilion 10 708 | 4 - 1 |
| 6     | 19 octobre | Portland      | V 101-97  | David Lee (24)     | David Lee (8)       | Jarrett Jack (9)    | Rose Garden 19 109            | 5 - 1 |
| 7     | 22 octobre | Clippers      | D 71-88   | Jarrett Jack (14)  | David Lee (9)       | Jarrett Jack (5)    | Staples Center 14 143         | 5 - 2 |
| 8     | 23 octobre | Phoenix       | V 107-92  | Barnes, Lee (16)   | Harrison Barnes (7) | Jarrett Jack (9)    | Oracle Arena 17 427           | 6 - 2 |

### Confrontations en saison régulière
| Conférence Est      | Conférence Est                               | Conférence Est                               | Conférence Ouest                             | Conférence Ouest                             | Conférence Ouest                             | Conférence Ouest                             | Conférence Ouest                             |
| Division Atlantique | Division Atlantique                          | Division Atlantique                          | Division Nord-Ouest                          | Division Nord-Ouest                          | Division Nord-Ouest                          | Division Nord-Ouest                          | Division Nord-Ouest                          |
| Équipe              | Domicile                                     | Extérieur                                    | Équipe                                       | Domicile                                     | Domicile                                     | Extérieur                                    | Extérieur                                    |
| ------------------- | -------------------------------------------- | -------------------------------------------- | -------------------------------------------- | -------------------------------------------- | -------------------------------------------- | -------------------------------------------- | -------------------------------------------- |
| Boston              | 101-83                                       | 86-94                                        | Denver                                       | 101-107                                      | 106-105                                      | 91-102                                       | 105-116                                      |
| Brooklyn            | 102-93                                       | 109-102                                      | Minnesota                                    | 96-85                                        | 105-86                                       | 106-98                                       | 100-99                                       |
| New York            | 92-63                                        | 105-109                                      | Oklahoma City                                | 104-99                                       | 97-116                                       | 109-119                                      | 98-119                                       |
| Philadelphie        | 96-83                                        | 97-104                                       | Portland                                     | 103-97                                       | 125-98                                       | 99-88                                        |                                              |
| Toronto             | 125-118                                      | 114-102                                      | Utah                                         | 90-97                                        |                                              | 94-83                                        | 101-115                                      |
|                     | 5-0                                          | 2-3                                          |                                              | 6-3                                          | 6-3                                          | 4-5                                          | 4-5                                          |
| Division            | 7-3                                          | 7-3                                          | Division                                     | 12-8                                         | 12-8                                         | 12-8                                         | 12-8                                         |
| Division Centrale   | Division Centrale                            | Division Centrale                            | Division Pacifique                           | Division Pacifique                           | Division Pacifique                           | Division Pacifique                           | Division Pacifique                           |
| Équipe              | Domicile                                     | Extérieur                                    | Équipe                                       | Domicile                                     | Domicile                                     | Extérieur                                    | Extérieur                                    |
| Chicago             | 95-113                                       | 87-103                                       |                                              |                                              |                                              |                                              |                                              |
| Cleveland           | 106-96                                       | 108-95                                       | L.A. Clippers                                | 115-94                                       | 106-99                                       | 114-110                                      | 89-115                                       |
| Detroit             | 105-97                                       | 104-97                                       | L.A. Lakers                                  | 115-118                                      | 109-103                                      | 77-101                                       | 116-118                                      |
| Indiana             | 103-92                                       | 97-108                                       | Phoenix                                      | 113-93                                       | 108-98                                       | 87-85                                        | 111-107                                      |
| Milwaukee           | 93-103                                       | 102-109                                      | Sacramento                                   | 87-83                                        | 98-105                                       | 92-94                                        | 127-131                                      |
|                     | 3-2                                          | 2-3                                          |                                              | 6-2                                          | 6-2                                          | 3-5                                          | 3-5                                          |
| Division            | 5-5                                          | 5-5                                          | Division                                     | 9-7                                          | 9-7                                          | 9-7                                          | 9-7                                          |
| Division Sud-Est    | Division Sud-Est                             | Division Sud-Est                             | Division Sud-Ouest                           | Division Sud-Ouest                           | Division Sud-Ouest                           | Division Sud-Ouest                           | Division Sud-Ouest                           |
| Équipe              | Domicile                                     | Extérieur                                    | Équipe                                       | Domicile                                     | Domicile                                     | Extérieur                                    | Extérieur                                    |
| Atlanta             | 92-88                                        | 115-93                                       | Dallas                                       | 100-97                                       |                                              | 105-101                                      | 91-116                                       |
| Charlotte           | 115-100                                      | 104-96                                       | Houston                                      | 107-116                                      | 88-94                                        | 109-140                                      | 108-78                                       |
| Miami               | 75-92                                        | 97-95                                        | Memphis                                      | 94-104                                       | 87-94                                        | 93-99                                        |                                              |
| Orlando             | 94-102                                       | 85-99                                        | New Orleans                                  | 103-96                                       | 98-88                                        | 116-112                                      |                                              |
| Washington          | 101-92                                       | 101-97                                       | San Antonio                                  | 107-101                                      | 116-106                                      | 88-95                                        | 93-104                                       |
|                     | 3-2                                          | 4-1                                          |                                              | 5-4                                          | 5-4                                          | 3-5                                          | 3-5                                          |
| Division            | 7-3                                          | 7-3                                          | Division                                     | 8-9                                          | 8-9                                          | 8-9                                          | 8-9                                          |
| Conférence          | 19-11 (Domicile : 11-4 ; Extérieur : 8-7)    | 19-11 (Domicile : 11-4 ; Extérieur : 8-7)    | Conférence                                   | 29-24 (Domicile : 17-9 ; Extérieur : 10-15)  | 29-24 (Domicile : 17-9 ; Extérieur : 10-15)  | 29-24 (Domicile : 17-9 ; Extérieur : 10-15)  | 29-24 (Domicile : 17-9 ; Extérieur : 10-15)  |
| Total               | 47-35 (Domicile : 28-13 ; Extérieur : 19-22) | 47-35 (Domicile : 28-13 ; Extérieur : 19-22) | 47-35 (Domicile : 28-13 ; Extérieur : 19-22) | 47-35 (Domicile : 28-13 ; Extérieur : 19-22) | 47-35 (Domicile : 28-13 ; Extérieur : 19-22) | 47-35 (Domicile : 28-13 ; Extérieur : 19-22) | 47-35 (Domicile : 28-13 ; Extérieur : 19-22) |

## Classements
| Conférence Ouest | Conférence Ouest               | Conférence Ouest | Conférence Ouest | Conférence Ouest | Conférence Ouest |  |
| No               | Franchise                      | Vic.             | Def.             | % V/D            | RV               |  |
| ---------------- | ------------------------------ | ---------------- | ---------------- | ---------------- | ---------------- |  |
| 1                | Thunder d'Oklahoma City        | 60               | 22               | 73,17 %          | -                |  |
| 2                | Spurs de San Antonio           | 58               | 24               | 70,73 %          | 02.0             |  |
| 3                | Nuggets de Denver              | 57               | 25               | 69,51 %          | 03.0             |  |
| 4                | Clippers de Los Angeles (a)    | 56               | 26               | 68,29 %          | 04.0             |  |
| 5                | Grizzlies de Memphis (a)       | 56               | 26               | 68,29 %          | 04.0             |  |
| 6                | Warriors de Golden State       | 47               | 35               | 57,32 %          | 13.0             |  |
| 7                | Lakers de Los Angeles (b)      | 45               | 37               | 54,88 %          | 15.0             |  |
| 8                | Rockets de Houston (b)         | 45               | 37               | 54,88 %          | 15.0             |  |
|                  |                                |                  |                  |                  |                  |  |
| 9                | Jazz de l'Utah                 | 43               | 39               | 52,44 %          | 17.0             |  |
| 10               | Mavericks de Dallas            | 41               | 41               | 50,00 %          | 19.0             |  |
| 11               | Trail Blazers de Portland      | 33               | 49               | 40,24 %          | 27.0             |  |
| 12               | Timberwolves du Minnesota      | 31               | 51               | 37,80 %          | 29.0             |  |
| 13               | Kings de Sacramento            | 28               | 54               | 34,17 %          | 32.0             |  |
| 14               | Hornets de la Nouvelle-Orléans | 27               | 55               | 32,93 %          | 33.0             |  |
| 15               | Suns de Phoenix                | 25               | 57               | 30,49 %          | 35.0             |  |

| Division Pacifique       | V  | D  | PCT     | GB   | Dom   | Ext   | Div  | Conf  |
| ------------------------ | -- | -- | ------- | ---- | ----- | ----- | ---- | ----- |
| Clippers de Los Angeles  | 56 | 26 | 68,29 % | -    | 32-9  | 24-17 | 11-5 | 35-17 |
| Warriors de Golden State | 47 | 35 | 57,32 % | 09.0 | 28-13 | 19-22 | 9-7  | 28-24 |
| Lakers de Los Angeles    | 45 | 37 | 54,88 % | 11.0 | 29-12 | 16-25 | 8-8  | 28-24 |
| Kings de Sacramento      | 28 | 54 | 34,17 % | 28.0 | 20-21 | 8-33  | 7-9  | 14-38 |
| Suns de Phoenix          | 25 | 57 | 30,49 % | 31.0 | 17-24 | 8-33  | 5-11 | 17-35 |